# Chicago VII
Chicago VII es el sexto álbum de estudio de la banda de rock estadounidense Chicago, publicado en 1974. Es notable por ser el primer doble álbum de la banda desde Chicago III, además de ser su última producción discográfica en ese formato.

## Lista de canciones

### Lado 1
1. "Prelude to Aire" - 2:50
2. "Aire"	- 6:30
3. "Devil's Sweet" - 10:10

### Lado 2
1. "Italian from New York" - 4:15
2. "Hanky Panky" - 1:54
3. "Life Saver" - 5:20
4. "Happy Man" - 3:35

### Lado 3
1. "(I've Been) Searchin' So Long" - 4:30
2. "Mongonucleosis" - 3:27
3. "Song of the Evergreens" - 5:21
4. "Byblos" - 6:20

### Lado 4
1. "Wishing You Were Here" - 4:40
2. "Call on Me" - 4:03
3. "Woman Don't Want to Love Me" - 4:36
4. "Skinny Boy" - 5:13

## Créditos
- Peter Cetera – bajo, voz
- Terry Kath – guitarras, voz
- Robert Lamm – teclados, coros
- Lee Loughnane – trompeta, coros
- James Pankow – trombón, arreglos de bajo
- Walter Parazaider – saxofón, flauta
- Danny Seraphine – batería, percusión
- Laudir de Oliveira - percusión